# Cirsium morisianum
Cirsium morisianum là một loài thực vật có hoa trong họ Cúc. Loài này được Rchb.f. mô tả khoa học đầu tiên.